# Tabanus gilvilineis
Tabanus gilvilineis är en tvåvingeart som beskrevs av Philip 1960. Tabanus gilvilineis ingår i släktet Tabanus och familjen bromsar. Inga underarter finns listade i Catalogue of Life.